# Arthur Legat
Arthur Legat, född 1 november 1898 i La Louvière, död 23 februari 1960 i samma stad, var en belgisk racerförare.

## Racingkarriär
Legat körde Grand Prix-racing under mellankrigstiden och vann Frontières Grand Prix två år i rad 1931 och 1932.
Efter andra världskriget körde han Belgiens Grand Prix två gånger med en trettondeplats 1952 som bästa resultat.

## F1-karriär
| Säsong | Stall/Tillverkare      | Poäng | Placering |
| ------ | ---------------------- | ----- | --------- |
| 1952   | Arthur Legat (Veritas) | 0     | -         |
| 1953   | Arthur Legat (Veritas) | 0     | -         |